# Sybra ochraceovittata
Sybra ochraceovittata är en skalbaggsart som beskrevs av Stefan von Breuning 1950. Sybra ochraceovittata ingår i släktet Sybra och familjen långhorningar.
Artens utbredningsområde är Vanuatu. Inga underarter finns listade i Catalogue of Life.